# Monti (rione de Rome)
Pour les articles homonymes, voir Monti.
Monti est l’un des 22 rioni de Rome.

## Situation et accès
Il est situé dans le Municipio I et est désigné dans la nomenclature administrative par le code R.I.

## Historique
Ce rione doit son nom qui signifie en français « Les Monts », au fait que les collines de l’Esquilin et du Viminal, ainsi qu’une partie Quirinal et du Caelius s’y trouvent. Son emblème représente trois collines possédant chacun trois sommets.
Sous la Rome antique, la zone était densément peuplée : La proximité des forums impériaux avait fini par transformer le lieu en une sorte de Subura (« faubourg ») peuplée de plébéiens, où se trouvaient nombre de maisons closes et d’auberges les plus mal famées.
|  |  |

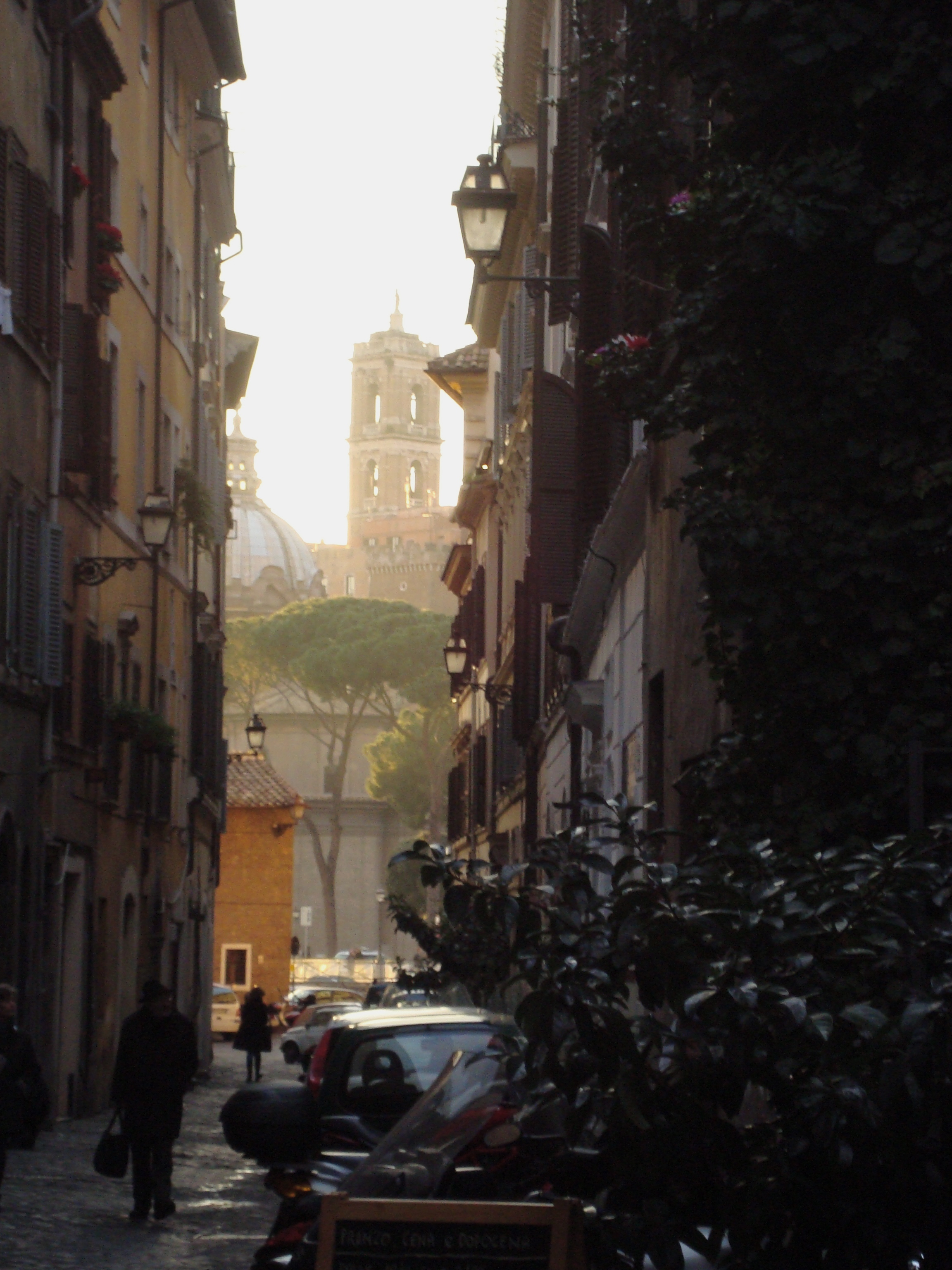
Vue d’une rue de Monti.

Durant l’époque médiévale, la situation était bien différente : les aqueducs romains avaient été endommagés et il était difficile de faire arriver l’eau à cause du terrain accidenté. De nombreux habitants finirent par s’établir dans le Champ de Mars. Ceux qui restèrent sur place s’habituèrent à boire l’eau du Tibre, qui était alors potable.
Du Moyen Âge jusqu’au début de 1800, le quartier resta une zone agricole riche de vignobles et potagers. Si le quartier des Monti était peu peuplé, la pénurie d’eau n’en n’était pas la seule raison : l’éloignement du Vatican, centre culturel de cette période en était une des raisons. La présence de l’église Saint-Jean-de-Latran fit également que l’afflux de permanent de pèlerins garantissait toujours un nombre important de gens vivant sur le territoire, les résidents permanents n’étaient donc pas nombreux.
C’est toujours durant cette période que les habitants du quartier développèrent une forte identité culturelle, tant et si bien qu’un dialecte local légèrement différent des autres quartiers se développa. À partir du XIVe siècle, une rivalité avec un autre quartier à forte identité, le Trastevere, se développa qui se concrétisait souvent en luttes sanglantes entre les deux parties.
Après l’augmentation de la population à la fin du XIXe siècle lorsque Rome devint capitale du royaume d’Italie, les grands bouleversements intervinrent durant la période fasciste modifiant complètement l’image de l’endroit : entre 1924 et 1936 notamment, une part importante du quartier constitué de ruelles et maisons populaires fut détruite pour exhumer les forums antiques et y organiser des fouilles.
Ainsi on trouve sur le site :
- Le Colisée
- Le Ludus Magnus
- Le Domus aurea de Néron
- Les thermes de Trajan
- Les thermes de Titus
- le Forum romanum

## Monuments

### Palais et édifices publics
- Le palais du Latran
- Les marchés de Trajan
- Le palais du Viminal, siège du ministère italien de l'Intérieur
- Le palais Koch, siège de la Banque d'Italie
- L'hôpital San Giovanni–Addolorata
- Le Casino Evangelisti Guidi

### Édifices religieux catholique
- L’archibasilique Saint-Jean de Latran (San Giovanni in Laterano)
- La basilique Saint-Pierre-aux-Liens (San Pietro in Vincoli)
- La basilique Saint-Clément-du-Latran (San Clemente)
- L'archibasilique Sainte-Marie-Majeure (Santa Maria Maggiore)
- La basilique San Martino ai Monti
- La basilique Santa Prassede
- La basilique Santa Pudenziana
- La basilique San Vitale
- La basilique Santo Stefano Rotondo
- L’église Sant'Agata dei Goti
- L’église Sant'Andrea al Quirinale
- L’église Saint-Charles-aux-Quatre-Fontaines (San Carlo alle Quattro Fontane)
- L’église Sant'Anna al Laterano
- L’église Santi Marcellino e Pietro al Laterano
- L’église Santi Domenico e Sisto
- L’église Santa Caterina a Magnanapoli
- L’église Santi Andrea e Bartolomeo
- L’église Santa Maria ai Monti
- L’église San Salvatore ai Monti
- L’église San Francesco di Paola
- L’église Santi Sergio e Bacco degli Ucraini
- L’église Santa Lucia in Selci
- L’église Santi Gioacchino e Anna ai Monti
- L’église Santi Quirico e Giulitta
- L’église San Bernardino in Panisperna
- L’église San Lorenzo in Fonte
- L’église San Lorenzo in Panisperna
- L’église Gesù Bambino all'Esquilino
- L’église San Giovanni Battista dei Cavalieri di Rodi
- L’église Santa Maria del Buon Consiglio
- L’église Santa Maria della Neve al Colosseo
- L’église San Filippo Neri all'Esquilino
- L’église San Giuseppe di Cluny
- La chapelle Mater Boni Consilii
- Les chapelles San Lorenzo in Palatio et Sancta Sanctorum (dans le palais du Latran)
- L’oratoire Preziosissimo Sangue
- L’oratoire San Silvestro in Palatio
- L’église Santi Gioacchino e Anna alle Quattro Fontane (déconsacrée)
- L'oratoire della Santissima Vergine Addolorata (déconsacré)
- L'église Santa Maria in Carinis (déconsacrée)
- L'église San Paolo Primo Eremita (déconsacrée)
- L'église Santa Maria Annunziata delle Turchine (déconsacrée)
- L'église Santa Maria Maddalena al Quirinale (disparue)

### Autres cultes
- L’église évangélique baptiste à Monti

### Autres monuments antiques
- Les portes du mur d'Aurélien : porta San Giovanni et porta Asinaria